# Hydrotaea cilifemorata
Hydrotaea cilifemorata är en tvåvingeart som beskrevs av Fritz Isidore van Emden 1965. Hydrotaea cilifemorata ingår i släktet Hydrotaea och familjen husflugor. Inga underarter finns listade i Catalogue of Life.